# خدرنق ريشي
خدرنق ريشي (الاسم العلمي: Cheiracanthium pennatum) هو نوع من العناكب يتبع جنس الخدرنق من الفصيلة العناكب الكيسية.